# Stradecz (przystanek kolejowy)
Stradecz (biał. Страдзеч; ros. Страдичи, ros. nazwa normatywna Страдечь) – przystanek kolejowy w miejscowości Stradecz, w rejonie brzeskim, w obwodzie brzeskim, na Białorusi.